# Beatus de Lorvão
El Beatus de Lorvão és un manuscrit il·luminat que conté el comentari a l'Apocalipsi de Beat de Liébana. Fou acabat el 1189 al monestir de Lorvão (concelho de Penacova, districte de Coimbra, Portugal). Es conserva l'Arquivo Nacional da Torre do Tombo de Lisboa amb la signatura cod. 44.

## Descripció
El còdex consta de 219 folis de pergamí, de 345 x 245 mm., escrits a dues columnes en lletra carolina de transició a la gòtica. El colofó el signa un escriba anomenat Egeas (Ego Egeas qui hunc librum scripsit ) i data el manuscrit el 1189. És, per tant, un dels beatus més tardans. Se'n conserven 70 miniatures, de les quals 18 a pàgina completa i 20 a mitja pàgina; són miniatures molt característiques amb fons grocs, vermells i ocres i les figures humanes són només traçades amb línies negres, sovint sense color. El doble foli del mapamundi va ser separat del còdex i posteriorment s'hi va tornar a intercalar només un foli (entre els folis 34 i 35), cosa que fa que només es conservi mig mapamundi. El còdex conserva l'enquadernació original.
La miniatura de la verema i la sega (fol. 172v) és interessant pel seu retrat de la cultura material de l'època.

## Història
El còdex va restar al monestir de Lorvão, també quan va passar a ser un monestir cistercenc femení i canvià l'advocació de Sant Mamet per Santa Maria (1205). El segle xix Alexandre Herculano el va retirar i el va dipositar a l'arxiu nacional.
El 2015 va ser inclòs en el registre del Memòria del Món de la UNESCO.

## Galeria

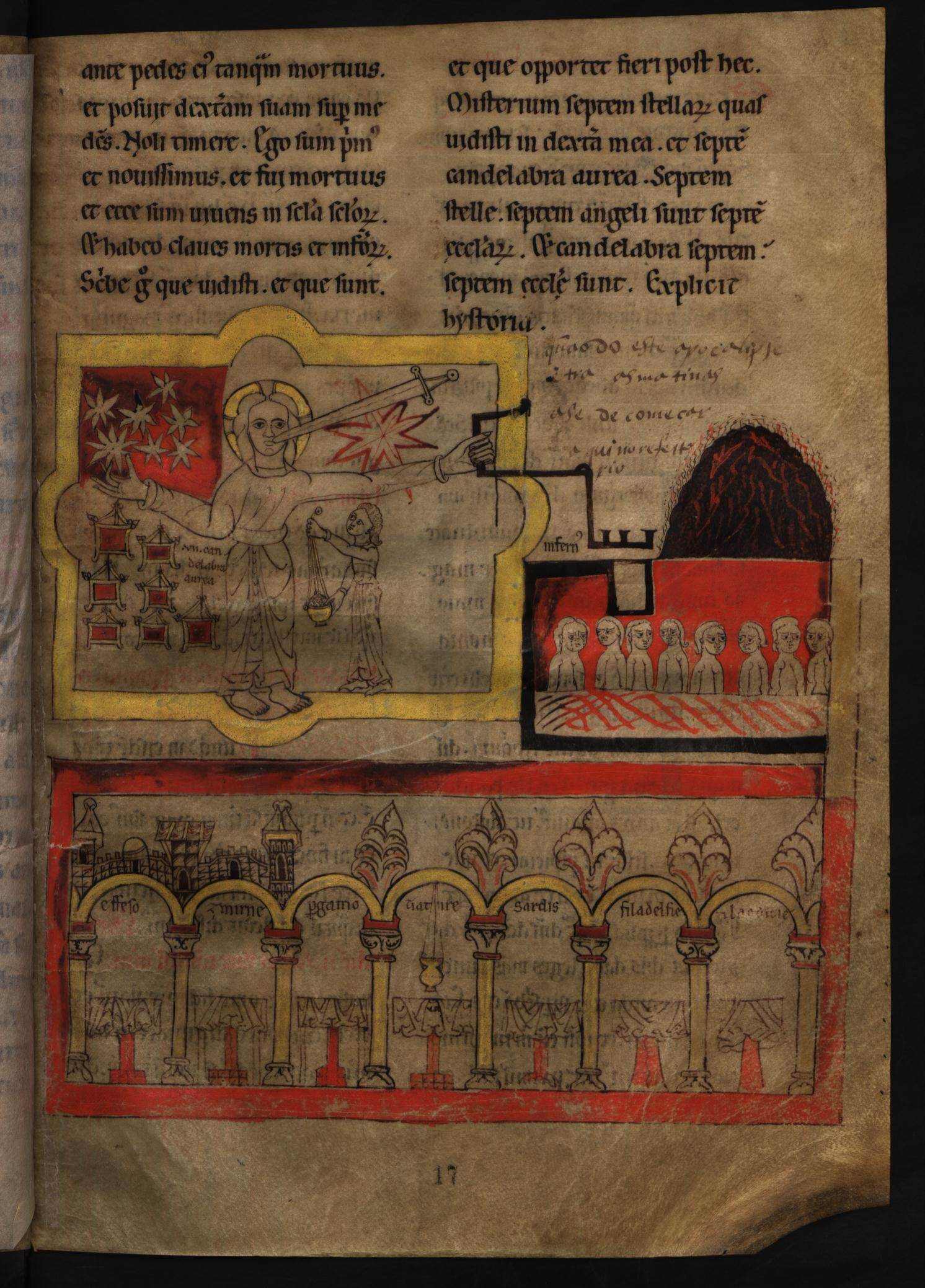
f. 17r; el misteri dels set estels
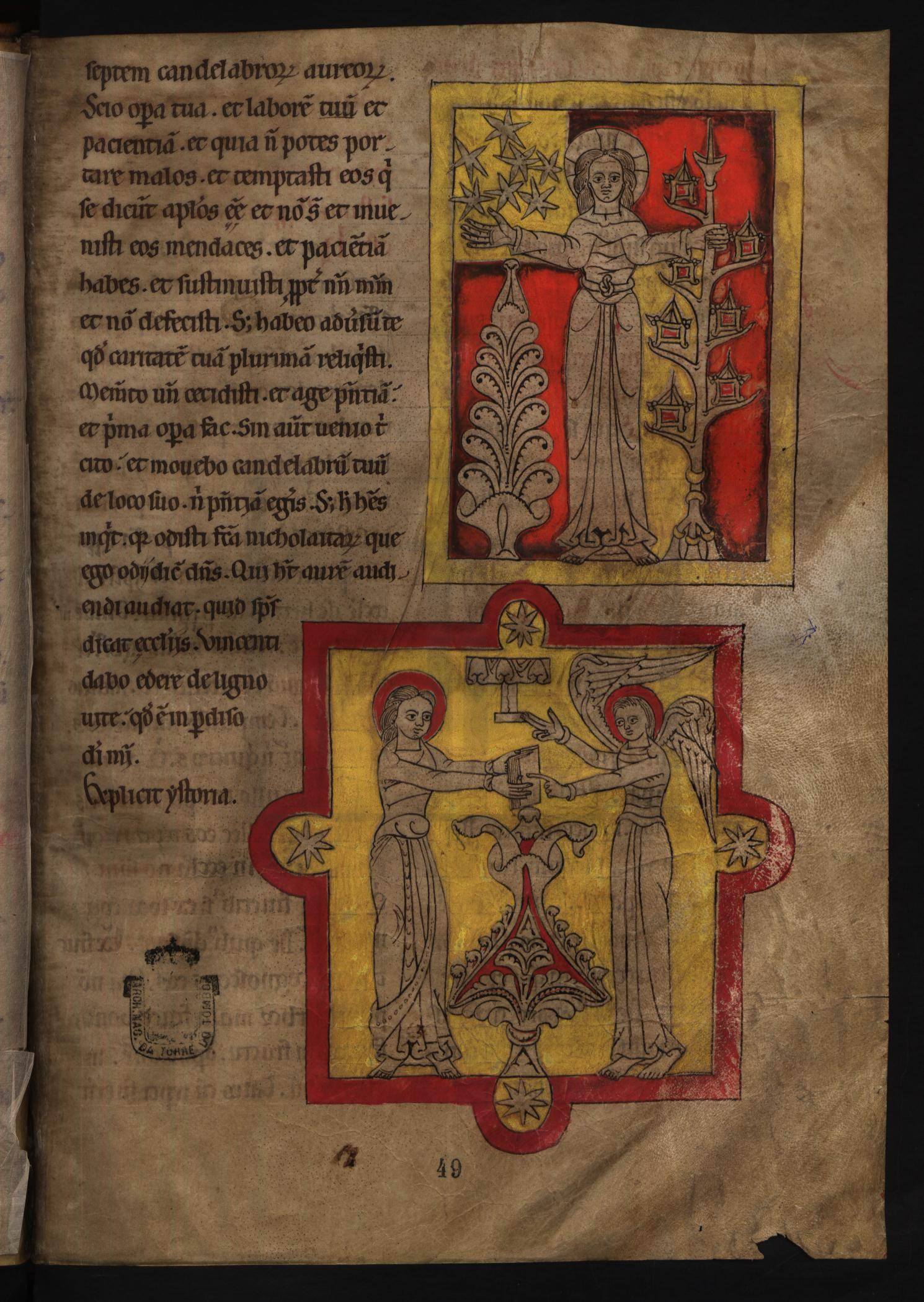
Fol. 49r; missatge a l'església d'Efes
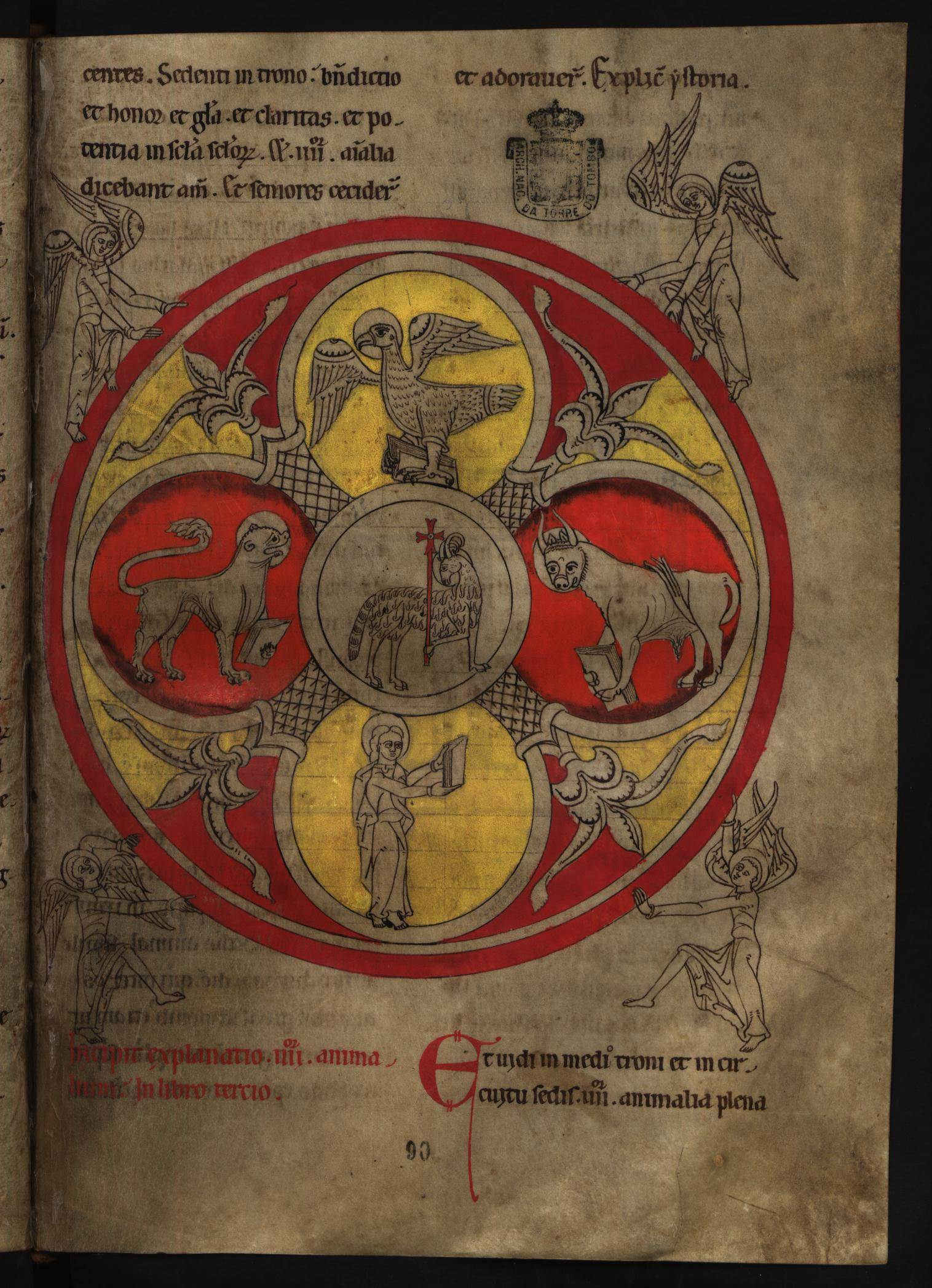
fol. 90r; visió de l'anyell i els quatre símbols
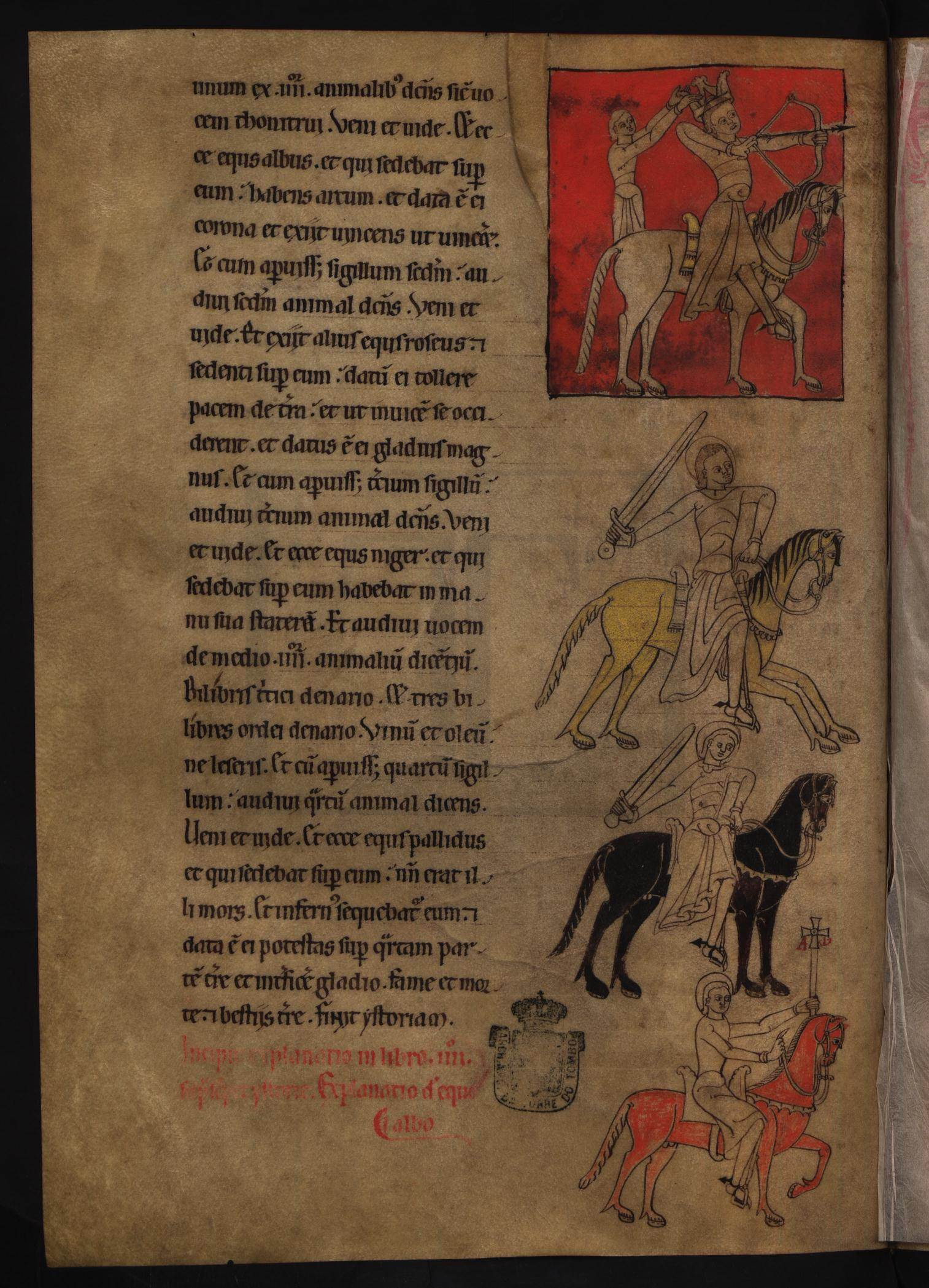
fol. 108v; els quatre genets
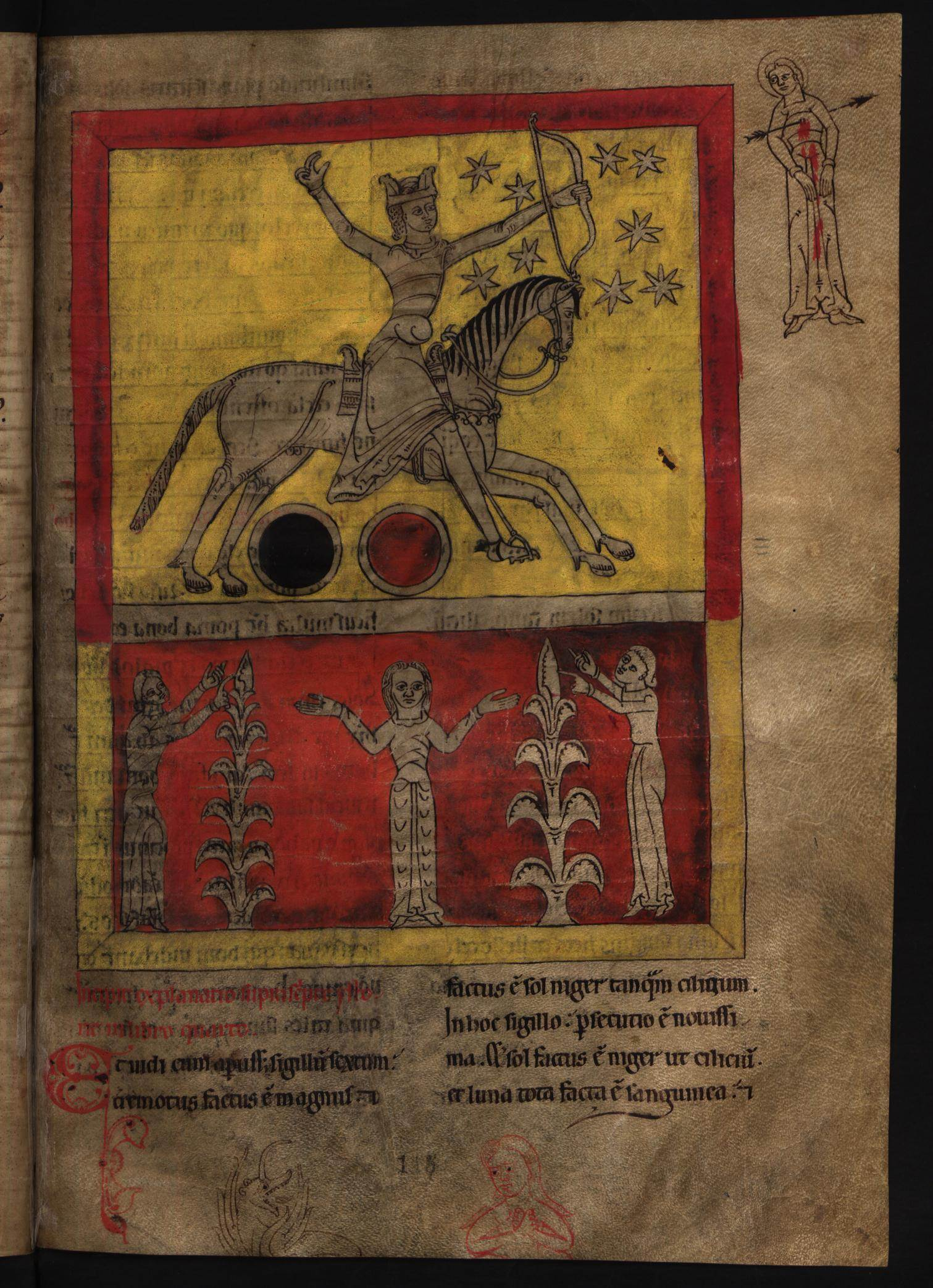
fol. 115; el gran terratrèmol
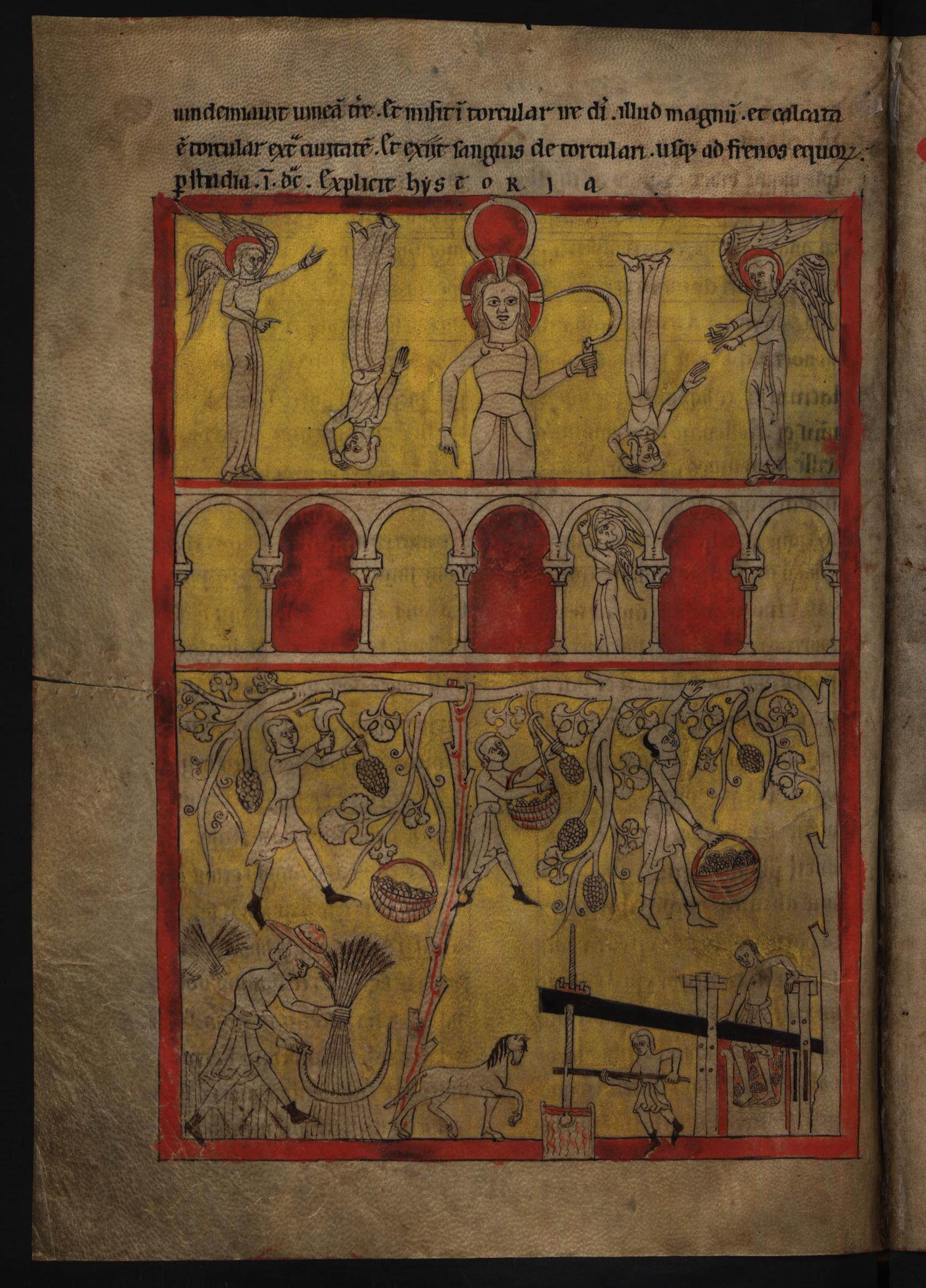
fol. 172v; la verema i la sega
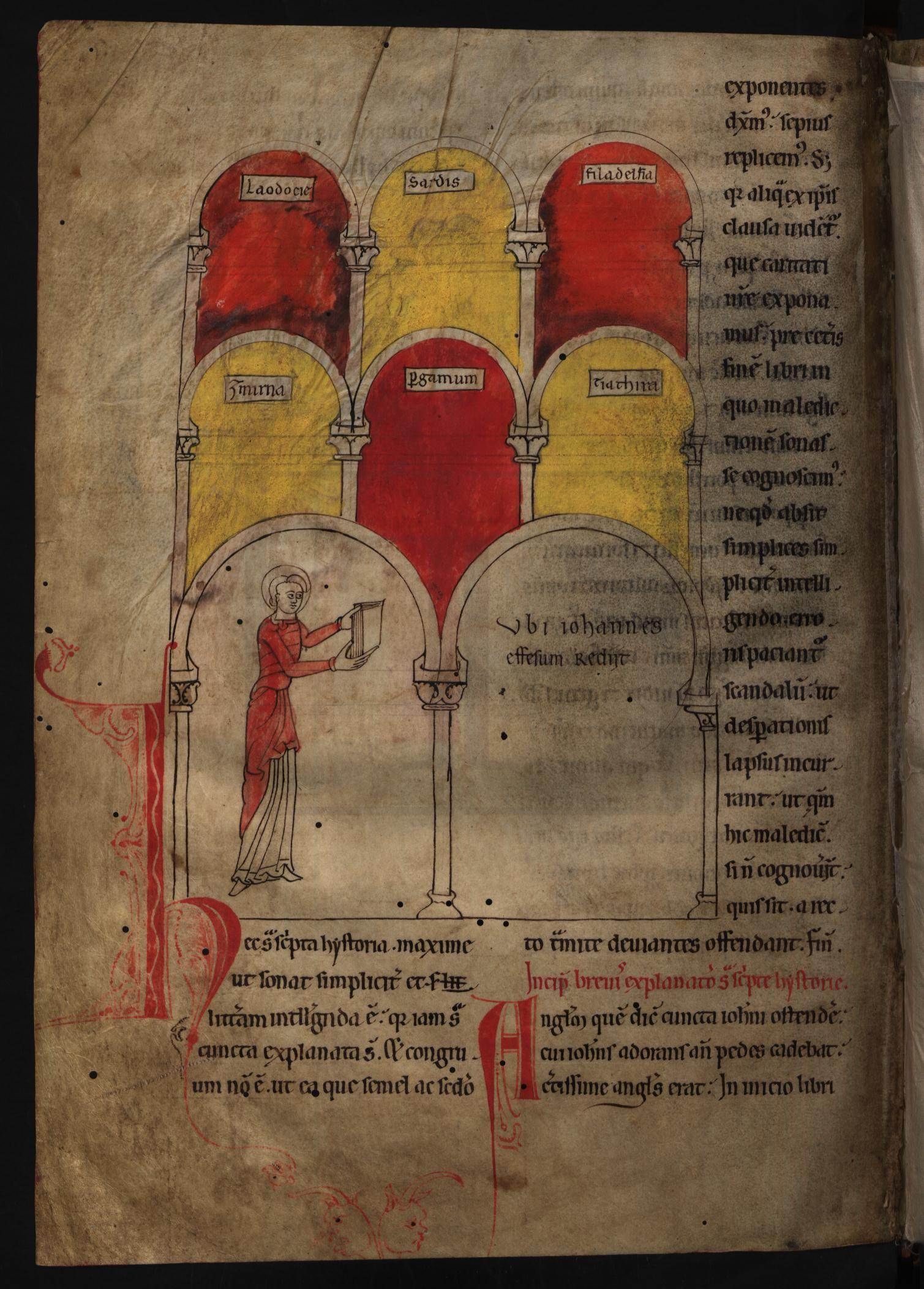
fol. 217v; Joan torna a Efes
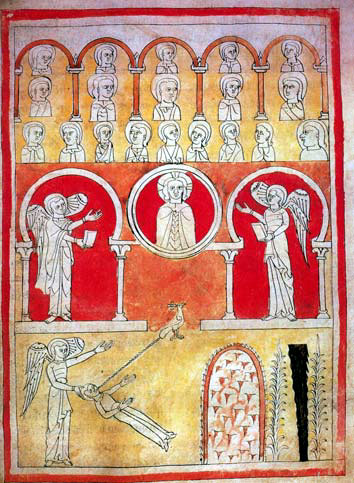
fol. 210r; Crist entronitzat i el riu de la vida
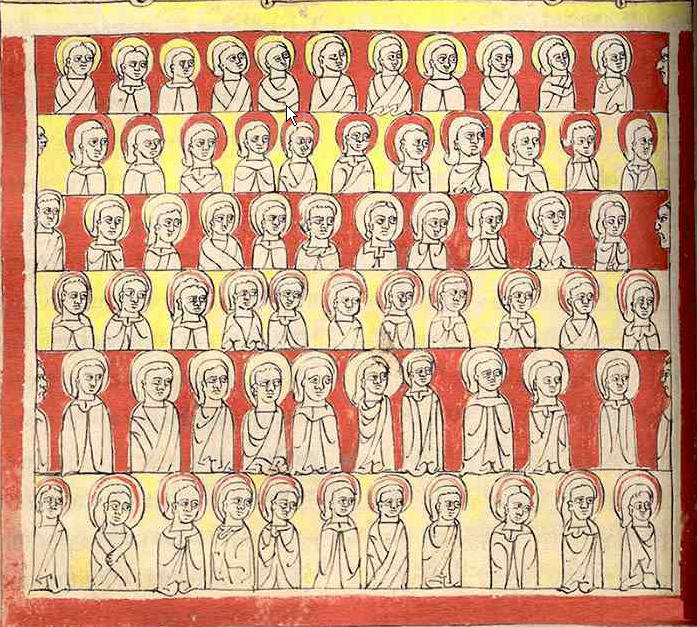
fol. 119v; La multitud dels escollits